# Chahaignes

Chahaignes este o comună în departamentul Sarthe, Franța. În 2009 avea o populație de 778 de locuitori.